# مسئله دور–نزدیک
مسئله دور-نزدیک یا مسئله شنوایی‌پذیری اثر سیگنال قوی از یک منبعِ سیگنال نزدیک است که به دلیل تداخل کانال مجاور، تداخل هم‌کانال، اعوجاج، اثر گیراندازی، محدودیت دامنه پویا، یا موارد مشابه، شنیدن سیگنال ضعیف‌تر از یک منبع دیگر را برای گیرنده سخت می‌کند. چنین وضعیتی در سیستم‌های ارتباطی بی‌سیم، به ویژه CDMA معمول است. در برخی از روش‌های تداخل عمدی سیگنال، مسئله دور-نزدیک از مشکل نزدیک برای ایجاد اختلال در مخابرات «تداخل عمدی» استفاده می‌شود.

## شباهت‌ها
یک گیرنده و دو فرستنده را در نظر بگیرید، یکی نزدیک به گیرنده، دیگری دور است. اگر هر دو فرستنده به‌طور همزمان و با توان‌های برابر مخابره کنند، سپس به دلیل قانون مربع معکوس، گیرنده توان بیشتری از فرستنده نزدیک دریافت می‌کند. از آنجا که سیگنال مخابره، نویز دیگری است، نسبت سیگنال به نویز (SNR) برای فرستنده دورتر بسیار کمتر است. این موضوع درک فرستنده دورتر را دشوارتر می‌کند، اگر نه غیرممکن. به‌طور خلاصه، مسئله دور-نزدیک آشکارسازی یا فیلترکردن یک سیگنال ضعیف در میان سیگنال‌های قوی‌تر است.